# Jelenec
Jelenec é um município da Eslováquia, situado no distrito de Nitra, na região de Nitra. Tem 27,18 km² de área e sua população em 2018 foi estimada em 2.135 habitantes.

## Demografia
| Ano:        | 1994 | 2004   | 2014   | 2024   |
| ----------- | ---- | ------ | ------ | ------ |
| Broj ljudi: | 1919 | 1984   | 2064   | 2104   |
| Razlika:    |      | +3,38% | +4,03% | +1,93% |

| Ano:               | 2023 | 2024   |
| ------------------ | ---- | ------ |
| Número de pessoas: | 2116 | 2104   |
| Diferença:         |      | -0,56% |